# 智远街道
智远街道，是中华人民共和国山東省济南市历下区下辖的一个乡镇级行政单位。

## 行政区划
智远街道下辖以下地区：
济炼社区、盛福花园社区、义和庄村、邓家庄村、林家庄村、姜家庄村、盛福庄村、八涧堡村和刘智远村。